# Pero Camueso
Pero Camueso es el nombre de una variedad cultivar de manzano (Malus domestica). Esta manzana está cultivada en la Estación de fruticultura de Madridanos, así como en diversos viveros entre ellos algunos dedicados a conservación de árboles frutales en peligro de desaparición. Esta manzana es originaria de la  Provincia de Zamora en Rozas en la comarca de Sanabria, donde tuvo su mejor época de cultivo comercial anteriormente a la década de 1960, y actualmente en menor medida aún se encuentra.

## Sinónimos
- "Manzana Pero Camueso",[5][7]
- "Pero Camueso 1053".[8]

## Historia
'Pero Camueso' es una variedad de la provincia de Zamora en la localidad de Rozas dentro del municipio San Justo de la comarca de Sanabria. El cultivo del manzano en Zamora en superficies importantes se remonta a finales del siglo XX; el abandono del campo y la emigración de los habitantes a la ciudad impulsó la plantación de miles de árboles de manzana en la década de los años 80. Actualmente en Santiago de la Requejada, por ejemplo, uno de los pueblos con mayor número de plantaciones de árboles frutales, hay cientos de árboles semi abandonados por falta de cuidado y por la escasa rentabilidad de la recolección, ya que los consumidores compran las manzanas selectas foráneas de las grandes superficies de venta.
'Pero Camueso' está considerada incluida en las variedades locales autóctonas muy antiguas, cuyo cultivo se centraba en comarcas muy definidas. Se caracterizaban por su buena adaptación a sus ecosistemas y podrían tener interés genético en virtud de su adaptación. Se encontraban diseminadas por todas las regiones fruteras españolas, aunque eran especialmente frecuentes en la España húmeda. Estas se podían clasificar en dos subgrupos: de mesa y de sidra (aunque algunas tenían aptitud mixta).
'Pero Camueso' es una variedad clasificada como de mesa, difundido su cultivo en el pasado por los viveros comerciales y cuyo cultivo en la actualidad se ha reducido a huertos familiares y jardines privados.

## Características
El manzano de la variedad 'Pero Camueso' tiene un vigor fuerte; porte semi erecto; tubo del cáliz mediano y alargado, y con los estambres insertos por la mitad. Entrada en producción lenta. Producción lenta y poco constante, siendo una variedad "vecera" (contrañada).
La variedad de manzana 'Pero Camueso' tiene un fruto de buen tamaño medio; forma más alto que ancho, voluminoso en la parte inferior y estrechándose por encima de la media hacia su ápice, con frecuencia un lado más levantado que otro, y con contorno irregular con suave acostillado; piel levemente brillante; con color de fondo amarillo, importancia del sobre color medio, color del sobre color rojo, distribución del sobre color chapa/zonas, presenta chapa rojo rosado en la insolación y al mismo tiempo zonas como heladas, acusa punteado pequeño de color del fondo, y una sensibilidad al "russeting" (pardeamiento áspero superficial que presentan algunas variedades) débil; pedúnculo medianamente largo, curvado, leñoso y semi lanoso, con yema lateral en la parte saliente, anchura de la cavidad peduncular medianamente ancha, profundidad de la cavidad pedúncular es profunda, bordes ondulados, fondo levemente ruginoso, y con importancia del "russeting" en cavidad peduncular débil; anchura de la cavidad calicina estrecha, profundidad de la cav. calicina es de profundidad poco profunda, fondo arrugado que llega a los bordes en forma de mamelones pequeños, y con importancia del "russeting" en cavidad calicina débil; ojo medio y cerrado; sépalos largos y de puntas agudas, compactos en su base, de color verde grisáceo.
Carne de color crema verdoso; textura un poco harinosa; sabor característico de la variedad, agradable; corazón bulbiforme alargado; eje entreabierto; celdas alargadas y semi triangulares; semillas medianas y con puntas más o menos notables.
La manzana 'Pero Camueso' tiene una época de maduración y recolección muy tardía, en otoño-invierno, es una variedad que madura entre finales de noviembre-principio de enero. Buena calidad gustativa con pulpa firme, agridulce y aromática. Se usa como manzana de mesa fresca.